# Simeon Bekboelatovitsj
Simeon Bekboelatovitsj (Russisch: Симеон Бекбулатович; geboren Sain-Boelat, Russisch Саин-Булат) (overleden 5 januari 1616) was een Russische staatsman van Tataarse oorsprong, afstammeling van Dzjengis Khan, die voor korte tijd formeel de heerser van het Tsaardom Rusland was.
Bekboelatovitsj werd geboren in een islamitische familie en diende als kan van het Kanaat van Qasim voordat hij zich bekeerde tot het christendom en assistent werd van Ivan IV van Rusland. Hij nam deel aan de Lijflandse Oorlog als commandant van het hoofdregiment (bolsjoj polk) van het Moskouse leger. In 1575 pretendeerde Ivan terug te treden en benoemde hij Simeon tot veliki knjaz ("grootvorst") van alle Roes. De facto bleef Ivan echter aan de macht en keerde een jaar later terug naar de troon. Hierna werd Simeon benoemd tot vorst van Tver en Torzjok (1576-1585). 
In 1595 werd hij blind, en in 1606 trad hij in als monnik onder de kloosternaam Stefan.

## Biografie
De eerste vermelding van Simeon in schriftelijke bronnen is een verwijzing onder het jaar 1561 in het supplement van de Nikonkroniek, naar een zekere Sail-Boelat als in de entourage van zijn tante, Maria Temrjoekovna, dochter van Temrjoek van Kabardië, toen deze trouwde met Ivan IV. Het vroegste bewijs dat hij kan van Qasim was, komt uit een verklaring in 1570 van de Russische ambassadeur naar Constantinopel, Ivan Novosiltsev, aan de Ottomaanse sultan Selim II.
In september of oktober 1575 benoemde Ivan IV Simeon tot veliki knjaz van alle Roes en behield voor zichzelf alleen de titel "Ivan van Moskou". Historici hebben verschillende meningen over waarom Ivan dit deed. Volgens een theorie wilde Ivan het land dat tot kloosters behoorde in beslag nemen zonder de woede van de kerk aan zich te trekken. Simeon onderschreef de besluiten in plaats van Ivan, terwijl Ivan deed alsof hij het er niet eens was. Tijdens zijn eenjarige "heerschappij" in het Moskouse Kremlin trouwde Simeon met Anastasia Mstislavskaja, de betoverkleindochter van Ivan III.
In 1576 trad Simeon af als grootvorst en werd hij benoemd tot vorst van Tver en Torzjok. In 1585 nam tsaar Fjodor I hem zijn titel als vorst van Tver en Torzjok af, en verbande hem naar zijn landgoed in Koesjalino. In 1595 werd Simeon blind. Volgens de Franse huurling Jacques Margeret gaf Simeon de schuld aan Spaanse wijn die Boris Godoenov hem voor zijn verjaardag stuurde. Toen Boris in 1598 tot tsaar werd gekroond, verplichtte hij iedereen aan het hof een eed van loyaliteit af te leggen, die hen verbood Simeon als tsaar te erkennen of met hem te corresponderen. De eerste Valse Dimitri dwong Simeon toe te treden in het Kirillo-Belozerski-klooster, waar hij op 3 april 1606 de kloosternaam Stefan aannam. Toen Vasili IV tot tsaar werd gekozen, verbande hij Stefan op 29 mei 1606 naar het Solovetskiklooster.
In 1612, als gevolg van een decreet uitgegeven door vorst Dmitri Pozjarski en de zemski sobor, kon Stefan terugkeren naar het Kirillo-Belozerski-klooster. Onder tsaar Michaël I keerde hij terug naar Moskou en woonde tot zijn dood in 1616 in het Simonovklooster aldaar. Hij werd in het Simonovklooster begraven naast zijn vrouw, die op 7 juni 1607 was overleden, nadat zij ook was toegetreden als de non Alexandra.